# 13-й окремий мотопіхотний батальйон «Чернігів-1»
13-й окремий мотопіхотний батальйон (13 ОМПБ, в/ч А4427, пп В2278) — військове мотопіхотне формування Сухопутних військ Збройних сил України чисельністю у батальйон. Базується в смт. Вороніж Сумської області. Перебуває в підпорядкуванні 58-ї окремої мотопіхотної бригади.
Батальйон був створений в 2014 році як добровольчий 13-й батальйон територіальної оборони «Чернігів-1» з мешканців Чернігівської області у відповідь на російську агресію. Влітку 2014 року вів бої в Луганській області в районі Станиці Луганської. У листопаді переформований на 13-й окремий мотопіхотний батальйон. Взимку 2015 року брав участь у боях за Вуглегірськ і Дебальцеве.

## Історія

### Російсько-українська війна
18 березня 2014 року, після військового вторгнення Росії до Криму та його анексії, в Україні почалася часткова мобілізація.
13 квітня 2014 року розпочалися бойові дії війни на сході, після захоплення Слов'янська Донецької області російськими диверсійними загонами під командуванням Ігоря Гіркіна. 30 квітня 2014 року в.о. Президента України Олександр Турчинов доручив керівникам обласних адміністрацій почати створення батальйонів територіальної оборони в кожній області України. Функції створення батальйонів поклали на органи влади та військові комісаріати в регіонах кожної з областей України.

### Створення
Формування батальйону розпочалося 23 квітня 2014, після початку другої черги мобілізації та проходило за сприяння з боку обласної адміністрації Чернігівської області.
Першим місцем дислокації батальйону став 169-й навчальний центр сухопутних військ «Десна», тут особовий склад батальйону пройшов військову підготовку.
9 травня 2014 батальйон був відправлений в зону бойових дій на сході України для проведення так званої «антитерористичної операції» в Луганській області; до виконання бойових завдань приступив разом із 41-м БТрО 9 червня.
У червні 2014 батальйон ніс службу в Луганській області, на блокпостах третього ешелону військового угруповання українських військ, військовослужбовці здійснювали контроль території[джерело?].
12 червня 2014 загинув капітан 13-го батальйону територіальної оборони Олексій Коновалов
18-19 серпня 2014 внаслідок артилерійсько-мінометного обстрілу позицій батальйону у Станиці Луганської був убитий 1 та поранені ще 10 військовослужбовців батальйону (двоє поранених померли від отриманих поранень), пізніше в бою під Луганськом загинув ще один військовослужбовець батальйону — Руслан Джужа із села Максим Козелецького району.
6 вересня 2014 внаслідок мінометного обстрілу позицій батальйону у Станиці Луганській загинув військовослужбовець батальйону, щонайменше ще один військовослужбовець отримав поранення.
До кінця серпня особовий склад 13-го БТрО знаходився на передовій АТО без відпусток. 4 вересня 2014 дружини, батьки та родичі військовослужбовців 13-го і 41-го батальйонів територіальної оборони записали відеозвернення до президента України Петра Порошенка з проханням повернути додому військовослужбовців батальйону, які вже чотири місяці перебували в зоні бойових дій, а 8 вересня 2014 — перекрили дорогу в центрі Чернігова з вимогою провести ротацію батальйонів.
Після цього, 15 вересня 2014 голова Чернігівській ОДА Володимир Івашко повідомив, що 13-й і 41-й батальйони територіальної оборони, що вже п'ять місяців безперервно перебували в зоні проведення «антитерористичної операції», будуть повернуті до Чернігівської області. 1 жовтня 2014 було оголошено, що почалася підготовка до заміни батальйону на інші частини — надійшов лист від в.о. начальника штабу Сухопутних військ ЗСУ П. В. Нікітенко.

### Ротація і переформатування
3 листопада 2014 року батальйон прибув по ротації до Чернігова. Бійців зустріли на станції Чернігів-Північний родичі, друзі і знайомі. Більша частина солдатів і офіцерів підрозділу перебувала в АТО 5 місяців; 50 бійців приїхали у відпустку до Чернігова на кілька днів раніше. 5 листопада 2014 року два взводи 13 БТрО відбули до Гончарівського.
У листопаді 2014 року 13-й батальйон територіальної оборони був переформатований на 13-й окремий мотопіхотний батальйон 1-ї танкової бригади. Командиром 13 омпб був затверджений підполковник Сергій Григорович Мурований, замкомандира 13 б ТрО, який до війни був військовим комісаром Менського райвійськкомату.
11 жовтня 2014 в Луганській області загинув ще один військовослужбовець батальйону — Сергій Говорущенко. 16 жовтня було оголошено Днем жалоби в Чернігові.
16 листопада 2014 біля Станиці Лугаської під час бою загинули 2 бійці, пізніше ще один помер від ран. Наступного дня ще загинуло 7 бійців. 20 листопада загиблих відспівували у Катерининській церкві у Чернігові.
14 грудня 13-й мотопіхотний батальйон вдруге вирушив у зону проведення АТО.

### Дебальцевський плацдарм
13 омб у повному складі брав участь у захисті Дебальцевського плацдарму у січні-лютому 2015 року на блокпостах 1301 і 1302. Лише за три дні боїв на початку лютого було знищено до 25 танків і до 300 чоловік ворожої сторони. «Як під Прохоровкою», — так прокоментував ці дні комбат Мурований. Були втрати, Вадим Мисник, начальник регіонального медіа-центру Міноборони України, розповів: «Відомо вже про чотирьох загиблих і про чотирьох ми маємо інформацію від свідків, що вони загинули. Але вони перебувають на території контрольованій бойовиками, тобто підтвердити цю інформацію на 100 %, ми не можемо. Ще четверо людей — потрапили в полон. Близько 2 десятків — невідомо де».
Після наказу командування солдати батальйону 18 лютого відійшли з плацдарму в Артемівськ, за попередньою інформацією, «втрат серед бійців немає, проте батальйон втратив частину техніки».
23 жовтня 2016 року батальйон прибув на місце постійної дислокації в смт. Вороніж Шосткинського району Сумської області. Підрозділ буде розташовуватися там же, де в свій час стояла в/ч залізничних військ.

## Командування
- (квітень 2014) Середа Олександр Володимирович[30]
- (10 травня 2014 — 27 жовтня 2014) Жакун Олександр Миколайович[31][32]
- (листопад 2014 — травень 2015) Мурований Сергій Григорович
- (травень 2015 — ???) Родіонов Анатолій Миколайович[33]
- (2018) майор Гуляєв Віталій Анатолійович[34][35]
- Білоус Сергій Володимирович
- Федічев Андрій Валентинович
- (березень 2021 — травень 2022†) Киричук Максим Юрійович

## Втрати
Станом на грудень 2019 року, за даними Книги пам'яті полеглих за Україну, батальйон втратив 51 військовослужбовця загиблими.

31 жовтня 2023 - Семенюк Олег Миколайович, штаб-сержант. Героїчно загинув в результаті інтенсивного вогневого впливу та штурмових дій противника в районі населеного пункту Пречистівка Донецької області.

## Традиції
10 липня 2014 голова Обласної ради Чернігівської області Микола Звєрєв повідомив, що за участю фахівців з геральдики розробляється бойовий прапор батальйону.

### Символіка
Нарукавний знак батальйону затверджено 7 лютого 2024 р. Він складається з червоно-синьої скошеної глави з гербом Івана Виговського та червоної хоругви з золотим козацьким хрестом, що її розміщено на золотому древку під хрестом у зеленому полі. Фігура хоругви з хрестом є традиційним сюжетом для української геральдики XVII—XVIII ст., уживаної в тому числі й у тогочасному міському гербі Чернігова.

## Побут

### Спорядження
Особовий склад батальйону при формуванні був озброєний легкою стрілецькою зброєю: пістолетами, автоматами АК-74 та ручними кулеметами[джерело?].
Забезпечення батальйону було покладено на створений 15 травня 2014 департамент з питань цивільного захисту та оборонної роботи Чернігівської обласної держадміністрації на чолі з Ігорем Грищенко:
- 20 червня 2014 Чернігівська область ухвалила рішення закупити для 13-го і 41-го батальйонів територіальної оборони партію бронежилетів «Корсар-М3» на суму понад 682 тис. гривень[39]
- 21 липня 2014 для батальйону були закуплені 2,5-тонна вантажівка «Hyundai» і 70 пар чобіт[40]
- 9 вересня 2014 батальйону передали партію спорядження (102 спальних мішка, 97 карематів, 199 пар берців, 200 пар гумових чобіт, 236 прогумованих плащів, 180 комплектів білизни та термобілизни), продовольство та сигарети[41][42][43]
- 12 вересня 2014 обласна адміністрація Чернігівської області передала батальйону автомашину УАЗ-396206, яка була відремонтована спільними силами багатьох чернігівців[44]
- 29 вересня 2014 обласна адміністрація Чернігівської області передала батальйону партію медикаментів (із запасів міських лікарень № 1 і № 2 міста Чернігів) та продовольство (яке як спонсорську допомогу надали міські підприємці)[43]

Бюджетні кошти, виділені обласною владою на закупівлю бронежилетів вітчизняного виробництва освоювалися повільно, і забезпечення військовослужбовців засобами індивідуального захисту довгий час залишалося незадовільним. Так, в травні 2014 року 13 БТрО був відправлений в зону бойових дій без бронежилетів та розвантажувальних жилетів. Станом на 21 липня 2014 року бронежилети були у 40 % особового складу.
У розпорядження батальйону було надано кілька автомашин: автобус ЛАЗ-695 та вантажівки.
Після переформатування у окремий мотопіхотний батальйон, підрозділ одержав додатково 15 машин, а також танки і бойові розвідувально-дозорні машини.

### Шефська допомога
13 батальйон постійно отримує допомогу від громадських організацій, волонтерських фондів та приватних осіб, так:
- в період до 30 квітня 2014 на забезпечення потреб батальйону було зібрано 1171000 гривень[47]
- в період з 21 травня до початку червня 2014 батальйон отримав 2 бронежилета 4 класу, 4 пари «берців», 4 бінокля, 6 спальних мішків, 1 намет, медикаменти, фляги, продовольство[48]
- 5 вересня 2014 чернігівська волонтерська організація «9-та хвиля» та київський благодійний фонд «Територія життя» придбали та передали батальйону автомашину «швидкої допомоги» на базі мікроавтобуса Ford Transit, дефібрилятор і 19 медичних аптечок[49]
- волонтери з Менської сотні самооборони придбали для батальйону броньований автомобіль УАЗ[50]

### Громадська і політична діяльність
Ігор Андрійченко (за підтримки «Демократичного альянсу») з 13-го батальйону висунув свою кандидатуру в депутати Верховної Ради по округу № 205 (м. Чернігів) на виборах до Верховної Ради 26 жовтня 2014 року. До парламенту не пройшов, оскільки набрав лише 12,37 % голосів і зайнявши третє місце, переміг Валерій Куліч від партії «Блок Петра Порошенка» із 27,98 %.